# マディソンステークス
マディソンステークス（Madison Stakes）は、アメリカ合衆国のキーンランド競馬場にて、毎年4月に開催される競馬の競走である。

## 概要
2009年より、グレード制ではGIに類される。ダート7ハロンで施行され、出走条件は4歳以上牝馬。主にアメリカ中部の短距離路線の有力牝馬が顔をそろえる。

## 歴史
- 2002年 - ダート7ハロン戦として創設。創設時の名称は「Madison Stakes」
- 2004年 - 「Vinery Madison Stakes」に改名
- 2005年 - G3に格付される
- 2006年 - G2に昇格
- 2007年 - 施行条件がダートからオールウェザーに変更
- 2009年 - G1に昇格
- 2013年 - 「Madison Stakes」に改名
- 2020年 - 新型コロナウイルスの感染拡大の影響で7月に延期

## 近年の勝ち馬
- 2025年 Positano Sunset
- 2024年 Alva Starr
- 2023年 Goodnight Olive
- 2022年 Just One Time
- 2021年 Kimari
- 2020年 Guarana
- 2019年 Spiced Perfection
- 2018年 Finley'sluckycharm
- 2017年 Paulassilverlining
- 2016年 Sheer Drama
- 2015年 Princess Violet
- 2014年 Judy The Beauty[2]
- 2013年 Last Full Measure
- 2012年 Groupie Doll
- 2011年 Shotgun Gulch
- 2010年 Dr.Zic
- 2009年 Informed Decision
- 2008年 Ventura
- 2007年 Mary Delaney
- 2006年 Dubai Escape
- 2005年 Madcap Escapade
- 2004年 Ema Bovary
- 2003年 A New Twist
- 2002年 Victory Ride